# Los Chospes
Los Chospes es una localidad española del municipio de Robledo, perteneciente a la provincia de Albacete, en la comunidad autónoma de Castilla-La Mancha.

## Historia
Hacia mediados del siglo XIX, el lugar, ya por entonces perteneciente a Robledo, era mencionado como una aldea. Aparece descrito en el séptimo volumen del Diccionario geográfico-estadístico-histórico de España y sus posesiones de Ultramar de Pascual Madoz de la siguiente manera:

CHOSPES: ald. en la prov. de Albacete, part. jud. de Alcaraz y térm. jurisd. de el Robledo.
(Madoz, 1847, p. 344)

En 2022, la entidad singular de población tenía empadronados 116 habitantes y el núcleo de población 108 habitantes.